# Xã Airport, Quận St. Louis, Missouri
Xã Airport (tiếng Anh: Airport Township) là một xã thuộc quận St. Louis, tiểu bang Missouri, Hoa Kỳ. Năm 2010, dân số của xã này là 35.821 người.